# Coatréven
Coatréven település Franciaországban, Côtes-d’Armor megyében. Lakosainak száma 493 fő (2022. január 1.). Coatréven Camlez, Kermaria-Sulard, Langoat, Lanmérin, Minihy-Tréguier és Trézény községekkel határos.

## Népesség
A település népességének változása:
| Lakosok száma | 458  | 364  | 415  | 413  | 481  | 488  | 495  | 495  | 500  | 493  |
|               | 1968 | 1982 | 1990 | 2006 | 2013 | 2015 | 2017 | 2019 | 2020 | 2022 |